# Velký hrádeček
Velký hrádeček (též Na Hradcích) je pravěké hradiště u Třebanic v okrese Prachatice v Jihočeském kraji. Nachází se východně od vesnice na vrcholu vrchu Velký Hrádeček. Jeho pozůstatky jsou chráněné jako kulturní památka.

## Historie
Hradiště poprvé popsal Jan Nepomuk Woldřich v roce 1882, ale vzhledem k absenci archeologických nálezů nedokázal určit dobu jeho vzniku. Datování do doby halštatské umožnily až povrchové nálezy keramiky učiněné v letech 1957 a 1961. Další keramika získaná pozdějšími sběry pochází také z doby bronzové a raného středověku. Opevnění zkoumáno nebylo.

## Stavební podoba
Hradiště bylo postaveno na vrchu Velký Hrádeček (571 metrů), který je součástí Šumavského podhůří. Vrcholovou plošinu chrání strmé svahy, které převyšují okolní terén až o sedmdesát metrů. Rozloha opevněné plochy je asi 0,55 hektaru. Hradiště je dlouhé 181 metrů a maximální šířka dosahuje 39 metrů.
Z opevnění se dochoval 395 metrů dlouhý kamenitý val, jehož vnější strana měří tři až pět metrů šikmé výšky. Na přístupnější východní a jihovýchodní straně opevnění zesiluje vnější val. Prostor mezi valy měří asi deset metrů. Oba valy byly v těchto místech chráněny vnějšími příkopy. Lépe patrný příkop se dochoval před vnitřním valem. Vstup do hradiště býval v jižní hradbě, kde existuje tři metry široký průlom s mírně dovnitř zatočenými křídly valu.